# Leptopelis bufonides
Leptopelis bufonides là một loài ếch thuộc họ Hyperoliidae.
Loài này có ở Burkina Faso, Cameroon, Tchad, Gambia, Ghana, Nigeria, Sénégal, có thể có ở Bénin, Bờ Biển Ngà, Guinée, Guiné-Bissau,Mali, Niger và Togo.
Môi trường sống tự nhiên của chúng là xavan khô, vùng cây bụi khô khu vực nhiệt đới hoặc cận nhiệt đới, đồng cỏ khô nhiệt đới hoặc cận nhiệt đới vùng đất thấp, đồng cỏ nhiệt đới hoặc cận nhiệt đới vùng ngập nước hoặc lụt theo mùa, hồ nước ngọt có nước theo mùa, đầm nước ngọt có nước theo mùa, và vùng đồng cỏ.